# Новоселівка (Харківський район)
Новосе́лівка — село в Україні, у Нововодолазькій громаді Харківського району Харківської області. Населення становить 2882 осіб. До 2017 орган місцевого самоврядування — Нововодолазька селищна рада. Відстань до центру громади становить 6 км і проходить автошляхом місцевого значення.
Колишні назви: Мала Водолага, Водолажка, Нове Село

## Географія
Село Новоселівка знаходиться на річці Вільхуватка, у місці впадіння в неї річки Княжна. Вище за течією примикають села Зелений Гай (зняте з обліку), Низівка і Бражники, нижче за течією примикає смт Нова Водолага, поруч — колишні села Запорізьке та Іваненки. Поруч із селом розташований кар'єр, частково заповнений водою. Через село проходить залізниця, станція Кварцовий.

## Історія
1682 рік - дата заснування.

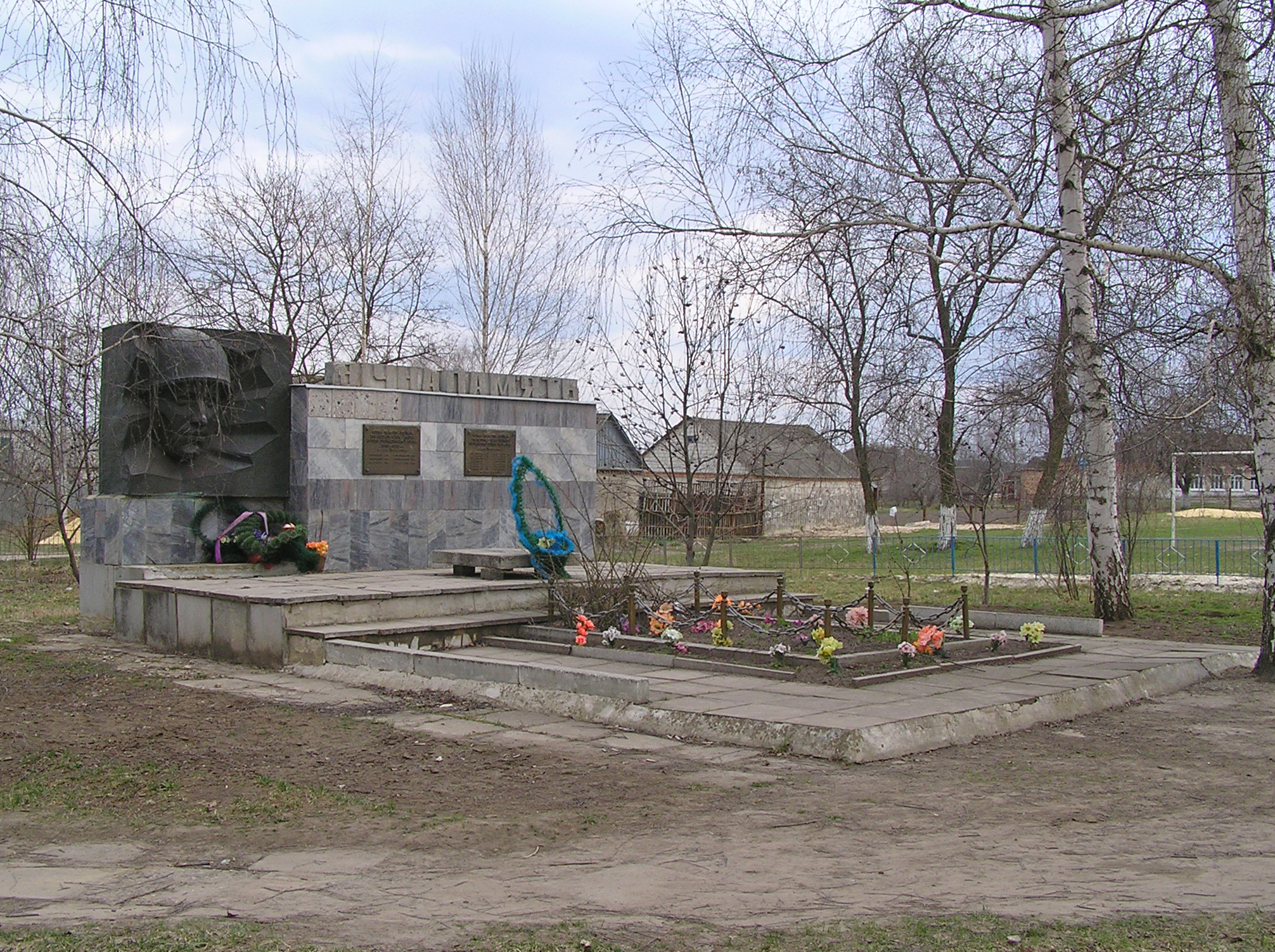
Братська могила

За даними на 1864 рік у казеній слободі, центрі Новоселівської волості Валківського повіту, мешкало 3283 осіб (1566 чоловічої статі та 1617 — жіночої), налічувалось 355 дворових господарств, існувала православна церква.
Станом на 1914 рік кількість мешканців зросла до 3577 осіб.
12 червня 2020 року, розпорядженням Кабінету Міністрів України № 725-р «Про визначення адміністративних центрів та затвердження територій територіальних громад Харківської області», увійшло до складу Нововодолазької селищної громади.
19 липня 2020 року, в результаті адміністративно-територіальної реформи та ліквідації Нововодолазького району, село увійшло до складу новоутвореного Харківського району.

## Економіка
- Молочно-товарна ферма.
- Новоселівський гірничо-збагачувальний комбінат.
- Новоселівський асфальтовий завод.
- ЗАТ «Новоселівка Агро».
- ТОВ «МК РІАЛ», м`ясокомбінат.

## Об'єкти соціальної сфери
- Амбулаторія сімейної медицини.
- Будинок культури.
- Новоселівська ЗОШ (I-III ступенів)

## Пам'ятки
- Хрестовоздвиженський храм.
- Кварцовий кар'єр.

## Постаті
- Животченко Костянтин Миколайович (1977—2016) — солдат Збройних сил України, учасник російсько-української війни.